# Леонхард Каупиш
Леонхард Каупиш (на немски: Leonhard Kaupisch) е генерал от артилерията на германския Вермахт. Военната му служба продължава почти 5 десетилетия. Най-известен е по време на Втората световна война, главно като военен командир на окупирана Дания.

## Ранна кариера
Каупиш влиза в армията през 1898 г. и е повишен в лейтенант през 1899 г. От 1907 до 1909 г. той завършва обучението си във военната академия в Лихтерфелде и тогава е назначен за оберлейтенант. От 1911 г. служи в Генералния щаб в Берлин. През 1914 г. е повишен в ранг хауптман.

## Първа световна война
По време на Първата световна война, Каупиш е на различни позиции в Генералния щаб и постепенно се издига, а през 1917 г. е повишен в майор. Той също така получава железен кръст 2-ра степен.

## Междувоенен период
След Първата световна война, Каупиш се премества в новия Райхсвер и е назначен в групенкомандо 2 в Касел. През 1923 г. поема командването на 7-и артилерийски полк и е повишен в оберлейтенант. Той продължава своята кариера в артилерията, докато не напуска през 1932 г. поста си на ниво генерал-лейтенант.
На 1 април 1934 г. се присъединява към Луфтвафе, където през декември 1935 г. е назначен за генерал от авиацията. До края на март 1938 г. той се оттегля от Луфтвафе, но в началото на 1939 г. отново се присъединява към армията.

## Втора световна война
В средата на септември 1939 г. Каупиш е военен губернатор на Данциг Западна Прусия. В края на 1939 г. неговият персонал е приет в Höheres Kommando XXXI. Точно като ръководител на тази команда, той на 9 април 1940 г. ръководи Операция Везерюбунг, принуждавайки Дания да се предаде на нацистите.
До 1 юни 1940 г. е върховен командир на германските войски в Дания. След това той продължава в армейския резерв като генерал от артилерията, докато не се пенсионира на 10 април 1942 г.

## След войната
Очаквайки предстоящия край на Третия райх, Каупиш и семейството му напускат дома си в богатия квартал на Айхкамп във Вестенд, Берлин, и се заселват в град Бад Берка, разположен на приблизително 10 км южно от Ваймар. Там, той живее тихо до края на войната и капитулацията на Германия през май 1945 г., след което градът е превзет от американски войници. През това лято той е интервюиран и от датски журналист, който отбелязва, че пенсионираният генерал се адаптира към мирния начин на живот. Когато обаче районът на Ваймар става част от съветската зона на окупация, застаряващият Каупиш е арестуван. Състоянието му се влошава от грубите условия на пленничеството му и въпреки че на жена му е позволено да се грижи за него в лагера на военнопленниците, Каупиш почива няколко седмици след 67-годишния си рожден ден на 26 септември 1945 г.